# Centrosema rotundifolium
Centrosema rotundifolium är en ärtväxtart som beskrevs av George Bentham. Centrosema rotundifolium ingår i släktet Centrosema och familjen ärtväxter. Inga underarter finns listade i Catalogue of Life.